# Estampie
Estampie (від середньовічного танцю естампі — німецький музичний гурт, заснований у 1985 році Сіґрід Гаузен (також відомою як Syrah), Міхаелем Поппом та Ернстом Швіндлем. Гурт грає в основному середньовічну музику з деякими сучасними впливами світової та мінімалістичної музики.
Група не пов'язана з британським ансамблем Estampie з Лідса, який записував Under the Greenwood Tree.

## Учасники
- Сіґрід Гаузен
- Міхаель Попп[1]
- Ернст Швіндль
- Саша Готовщиков
- Крістоф Пелген (раніше в Adaro)
- Сара «Маріко» Ньюман (раніше в Unto Ashes)[2].

## Дискографія
Estampie випустили 8 студійних альбомів, три з яких були записані у співпраці з Александром Вельяновим (Deine Lakaien). Ще два альбоми були записані як Al Andaluz Project — музичний проєкт Estampie, іспанського фольклорного гурту L'Ham de Foc та Amán Amán.
Fin Amor, випущений у 2002 році, включає запис оркестру з 15 музикантів. Висвітлює теми релігійного та мирського кохання на основі текстів середньовічної трубадурської поезії.
Їхній альбом 2004 року Signum був високо оцінений за аранжування, зокрема з арфами та флейтами. Загальною темою цього альбому є швидкоплинність, у ньому представлені чутливі та грайливі твори.

### Альбоми Estampie
- A chantar — Lieder der Frauenminne (1990, перевиданий лейблом Christophorus)
- Ave maris stella — Marienverehrung im Mittelalter (1991, перевиданий Christophorus)
- Ludus Danielis — Ein mittelalterliches Mysterienspiel (1994); за участю Вельянова
- Crusaders — Lieder der Kreuzritter (1996); за участю Вельянова, перевиданий Christophorus
- Materia Mystica — Eine Hommage an Hildegard von Bingen (1998)
- Ondas — Musik von Troubadours und Flagellanten (2000); за участю Вельянова
- Fin Amor — Musik zwischen Liebe, Sehnsucht, Leidenschaft und dem rauen Nordwind (2002)
- Signum — Zeit und Vergänglichkeit im Mittelalter (2004)
- Secrets of the North (2012) — скандинавські середньовічні легенди

Збірки
- Best of Estampie — Die Frühphase, der Aufbruch, Die Trilogie und die Ethno-Phase (1986—2006) (2006)

### DVD
- Marco Polo — Estampie und die Klänge der Seidenstraße — Live-DVD (2005)
- Gregorius auf dem Stein 2012

### Al Andaluz Project
- Al Andaluz Project — Deus et Diabolus — проєкт із L'Ham de Foc та Amán Amán (2007)
- Al Andaluz Project — Al-Maraya (2010)
- Al Andaluz Project — Abuab Al Andaluz — DVD наживо з Мюнхена (2012)